# Negativitetseffekten
Negativitetseffekten eller negativitetsbias (på engelska ibland Negative Effects Paradigm, NEP) är en variant av kognitiv bias. Den beskriver att negativa tankar, känslor eller social interaktion har en större betydelse på en persons välbefinnande och psykologiska tillstånd än neutrala eller positiva händelser av objektivt sett samma dignitet. Detta innebär på samma sätt att mycket positiva besked eller händelser kommer att ge ett svagare intryck än något motsvarande av negativ karaktär.
Negativitetseffekten har undersökts inom många olika forskningsfält, inklusive i hur en människa formar sina intryck av något i hens omgivning och allmänna bedömningar, uppmärksamhet, minne och lärande, liksom beslutsfattande och riskmedvetenhet. Den kan jämföras med kognitiv dissonans, ett inflytelserikt och väl undersökt fält inom socialpsykologi.

## Fyra delar
De amerikanska forskarna inom psykologi Paul Rozin och Edward Royzman har föreslagit att negativitetseffekten utvecklas utifrån fyra olika element. Dessa är negativ styrka, brantare negativ stegring, negativ dominans och negativ differentiering:
- Negativ styrka (engelska: negative potency) – en negativ upplevelse (exempelvis av en temperatur) ger starkare intryck än en positiv dito.
- Brantare negativ stegring (engelska: steeper negativ gradient) – det negativa fenomenet upplevs allt starkare negativt, ju närmare fenomenet en person befinner sig. Ett exempel kan gälla när ett planerat tandläkarbesök närmar sig, för en person med tandläkarskräck.
- Negativ dominans (engelska: negative dominance) – en tendens att blandat positiva och negativa upplevelser leder till att det negativa tar överhanden i tankarna och bedömingen hos en person.
- Negativ differentiering (engelska: negative differentiation) – förståelsen av något negativt är mer utförlig och komplex än av något positivt. Detta kan exempelvis gälla språkliga upplevelser,[6] och negativa upplevelser kan ofta beskrivas i fler olika termer.[7]

## Vetenskaplig relevans

### Olika fält
Olika studier har genomförts för att försöka bevisa negativitetseffektens relevans och betydelse. Detta inkluderar studier omkring formandet av värderingar och åsikter, motiv, kognition och lärande.
I samband med bildandet av åsikter har forskare nått tydliga resultat i hur det negativa spelar större roll i åsiktsbildningen. Socialpsykologen Leon Festinger har undersökt hur vänskap bildas, och hans slutsats var att närhet mellan personer är den starkaste faktorn i formandet av en vänskapsrelation. Andra forskare har dock kommit till slutsatsen att denna närhet istället kan vara kontraproduktiv, eftersom den ökar risken för att inhämta negativ information om den potentiella vännen.
Forskning runt människors beslutsfattande har gjorts utifrån bland annat undvikande av risker eller förlust av något. I samband med potentiellt risktagande, anses den negativa risken i de flesta fall väga tyngre än den positiva möjligheten till vinst. Rozin och Royzman har dock inte kunnat belägga riskaversionens betydelse för beslutsfattande.
Inom politiken har viss forskning pekat mot kopplingar mellan politisk tillhörighet och negativitetseffekten. Här anses konservativa människor vara känsligare för negativa stimuli, vilket förstärker deras tendens till att stödja en politik fokuserad på riskbekämpning och social kontroll. Personer med mindre tydlig negativitetsbias tenderar att sympatisera med en mer liberal och pluralistisk politik, inklusive acceptans av sociala grupper som kan hota den gällande sociala strukturen.

### Åldrar
Personer i olika delar av livet kan på grund av sin ålder ha olika stark negativitetsbias. Små barn tolkar ofta sin omgivning utifrån hur personer runt omkring dem reagerar, men även mindre barn kan reagera starkare på negativa objekt och skeenden.
Äldre vuxna kan i vissa sammanhang uppvisa en positiv bias. I andra sammanhang är dock en negativitetseffekt tydligt märkbar.